# Svetozar Ðanić
Svetozar Ðanić (srbskou cyrilicí Светозар Ђанић; * 1. dubna 1917 Manđelos – 18. června 1941 Záhřeb) byl jugoslávský fotbalista srbské národnosti, reprezentant Jugoslávie a Chorvatska.

## Klubová kariéra
Začínal v novosadské Slaviji, v sedmnácti letech přestoupil ke slavnějšímu městskému rivalovi Vojvodině Novi Sad (1934–1936). V devatenácti letech odešel společně s bratrem Miranem do Záhřebu za studii. Při té příležitosti se stal hráčem 1. HŠK Građanski Záhřeb (dnes NK Dinamo Záhřeb). Hned v první sezoně 1936/37 se stal mistrem Jugoslávie. Po této sezoně se rozhodl odejít do Československa, kde pokračoval ve studiích a hrál za brněnské SK Židenice (1937–1938). Na podzim 1938 byl krátce půjčen klubu SK Břeclav. Ročník strávil taktéž v druholigové (Divize českého venkova) Viktorii Plzeň (1938–1939), poté se vrátil zpět do vlasti. V sezoně 1939/40 se stal s 1. HŠK Građanski Záhřeb znovu mistrem Jugoslávie.

## Reprezentační kariéra

### Jugoslávie
Debutoval 29. září 1940 v Budapešti v zápase s Maďarskem (nerozhodně 0:0), proti stejnému soupeři absolvoval i svůj poslední start 23. března 1941 v Bělehradě (nerozhodně 1:1).

### Chorvatsko
Tři dny po svém posledním reprezentačním utkání (15. června 1941 ve Vídni za Chorvatsko proti Německu, Chorvatsko podlehlo 1:5) byl v Záhřebu zadržen Ustašovci, v rychlém procesu odsouzen pro kolaboraci s komunisty a zastřelen.

## Ligová bilance
| Ročník                        | Zápasy | Góly | Klub                    |
| ----------------------------- | ------ | ---- | ----------------------- |
| 1. jugoslávská liga 1936/37   | 13     | 4    | 1. HŠK Građanski Záhřeb |
| 1. jugoslávská liga 1937/38   | 1      | 0    | 1. HŠK Građanski Záhřeb |
| 1. českosloveská liga 1937/38 | 5      | 3    | SK Židenice             |
| 1. jugoslávská liga 1939/40   | 15     | 8    | 1. HŠK Građanski Záhřeb |
| 1. chorvatská liga 1940/41    | 17     | 2    | 1. HŠK Građanski Záhřeb |
| CELKEM 1. LIGA ČSR            | 5      | 3    |                         |
| CELKEM 1. LIGA Jugoslávie     | 29     | 12   |                         |
| CELKEM 1. LIGA Chorvatska     | 17     | 2    |                         |